# Даманка
Даманка — хутор в Крымском районе Краснодарского края.
Входит в состав Молдаванского сельского поселения.

## География
Расположен в предгорно-лесной зоне, в 12 км к западу от Крымска. Виноградники.

### Улицы
- ул. Весёлая,
- ул. Виноградная,
- ул. Комсомольская,
- ул. Красноармейская,
- ул. Лесная,
- ул. Молодёжная,
- ул. Рабочая,
- ул. Трудовая.

## История
Хутор был основан как поселение Даманского поземельного товарищества после того, как 8 июня 1904 года 15 крестьян приобрели землю в том месте у графини Даманской.
В 1926 году хутор Дамансий состоял из 29 крестьянских дворов.
Во время Великой Отечественной войны хутор в числе других селений района был почти полностью сожжён, а его жители взяты в плен или убиты.

## Население
| 1926 | 1999 | 2002 | 2010 |
| ---- | ---- | ---- | ---- |
| 166  | 988  | 850  | 981  |